# Ger Klein

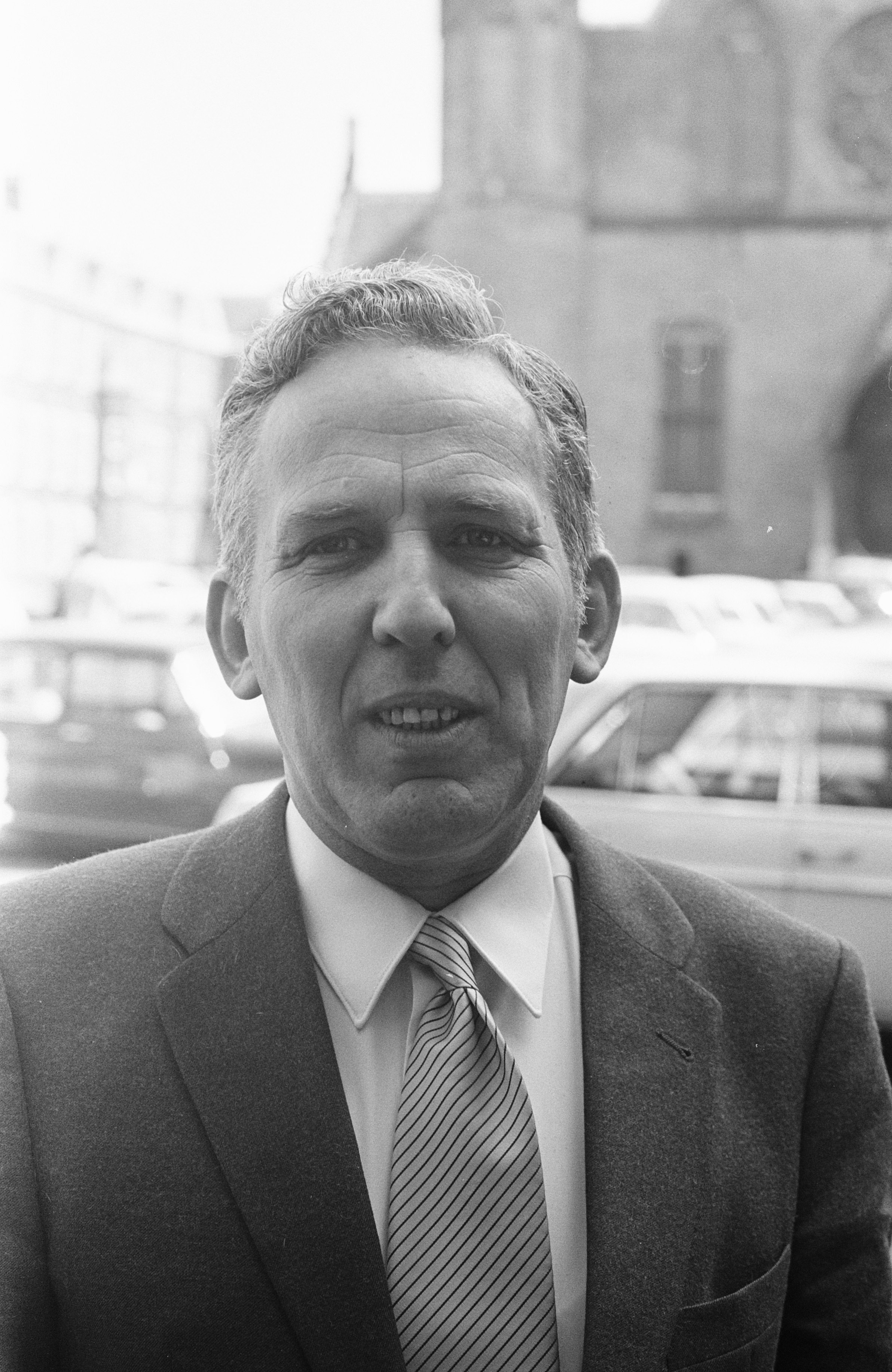
Ger Klein (1973)

Gerrit „Ger“ Klein (* 4. September 1925 in Den Helder, Provinz Noord-Holland; † 9. Dezember 1998 in Rotterdam) war ein niederländischer Politiker der Partei der Arbeit PvdA (Partij van de Arbeid), der unter anderem von 1972 bis 1973 Mitglied der Zweiten Kammer der Generalstaaten war. Er von 1973 bis 1977 Staatssekretär im Ministerium für Bildung und Wissenschaft im Kabinett Den Uyl sowie im Anschluss von 1977 bis 1980 erneut Mitglied der Zweiten Kammer der Generalstaaten. Er war zudem von 1980 bis 1985 Vorstandsmitglied der Niederländischen Organisation für Angewandte Naturwissenschaftliche Forschung TNO (Nederlandse Organisatie voor toegepast-natuurwetenschappelijk onderzoek).

## Leben
Gerrit „Ger“ Klein war während des Zweiten Weltkrieges von 1943 bis 1944 in Deutschland beschäftigt und diente im letzten Kriegsjahr als Freiwilliger in einer Fernmeldeeinheit in Douglas auf der Isle of Man. Er absolvierte ein Physikstudium an der Universiteit van Amsterdam und schloss dort 1952 seine Promotion zum Doktor der Naturwissenschaften mit der Dissertation Kosmische stralingscascades onder dikke lagen materiaal ab, in der er sich mit kosmischen Strahlungskaskaden unter dicken Materialschichten befasste. Nachdem er von Februar 1946 bis Dezember 1948 erstmals Mitglied der Partei der Arbeit PvdA (Partij van de Arbeid) gewesen war, trat er 1953 erneut der PvdA bei und gehörte dieser bis zu seinem neuerlichen Austritt 1989 an. Er war mehrere Jahre Mitarbeiter des Philips Natuurkundig Laboratorium, des Forschungslaboratoriums von Philips in Eindhoven, und übernahm am 1. September 1967 zunächst ein außerordentliche Professur für Elektronik an der Technischen Hochschule Delft. Im Anschluss hatte er dort vom 1. September 1968 bis am 1. Dezember 1972 eine Professur für elektronische Instrumentierung inne. Innerhalb der PvdA gehörte er 1966 zu den Mitinitiator der Neuen Linken (Nieuw Links) und wurde 1971 als „Staatssekretär“ im alternativen Kabinett Joop den Uyl / Hans van Mierlo / Jacques Aarden übergangen. Am 7. Dezember 1972 wurde er für die PvdA erstmals Zweite Kammer der Generalstaaten (Tweede Kamer der Staten-Generaal), des Unterhauses des Parlaments (Generalstaaten) und gehörte dieser bis zum 11. Mai 1973 an. In dieser Zeit war er unter anderem Sprecher für Kernenergie und Studienfinanzierung.

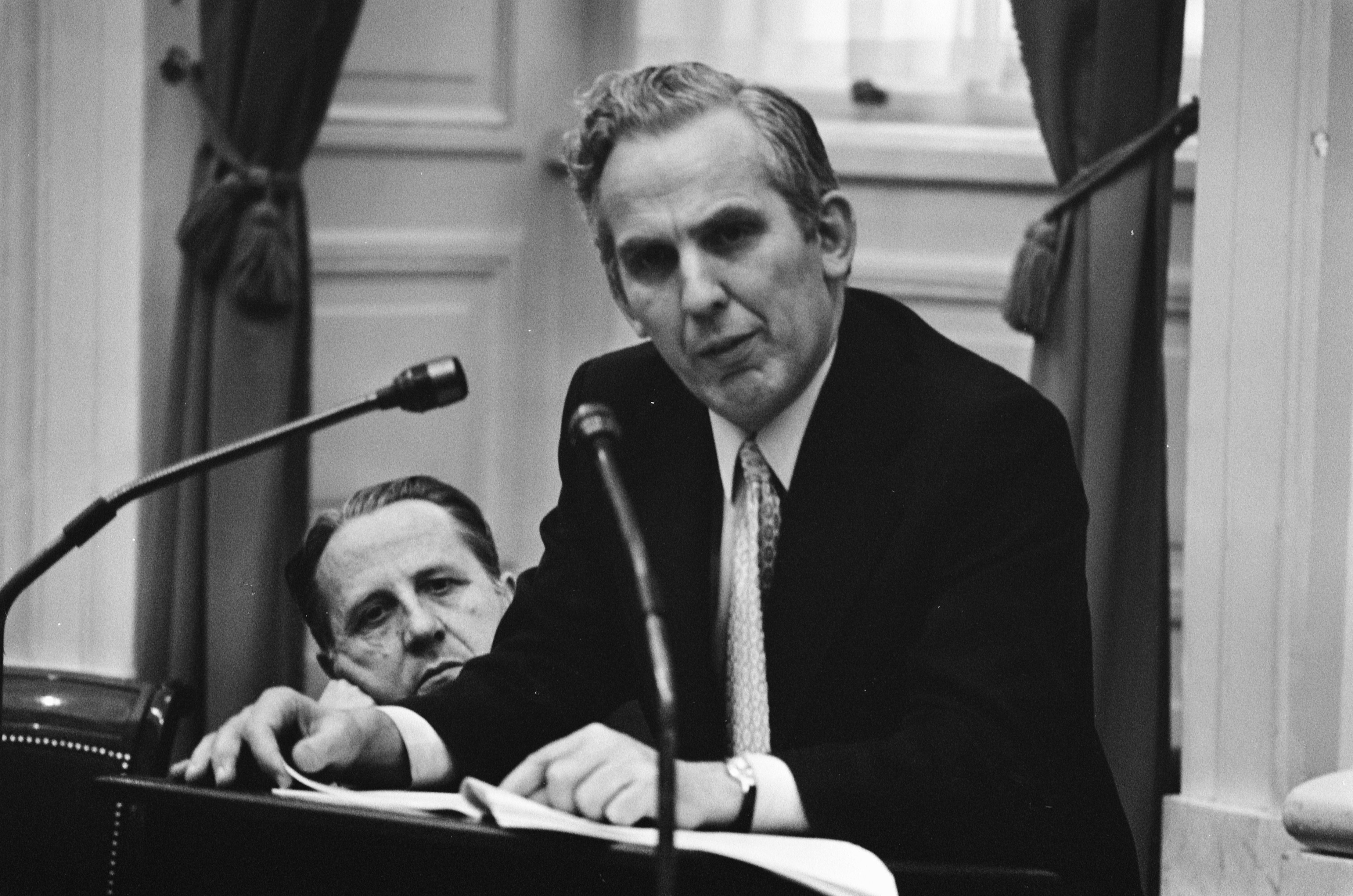
Staatssekretär Klein während einer Debatte in der Zweiten Kammer (1975)

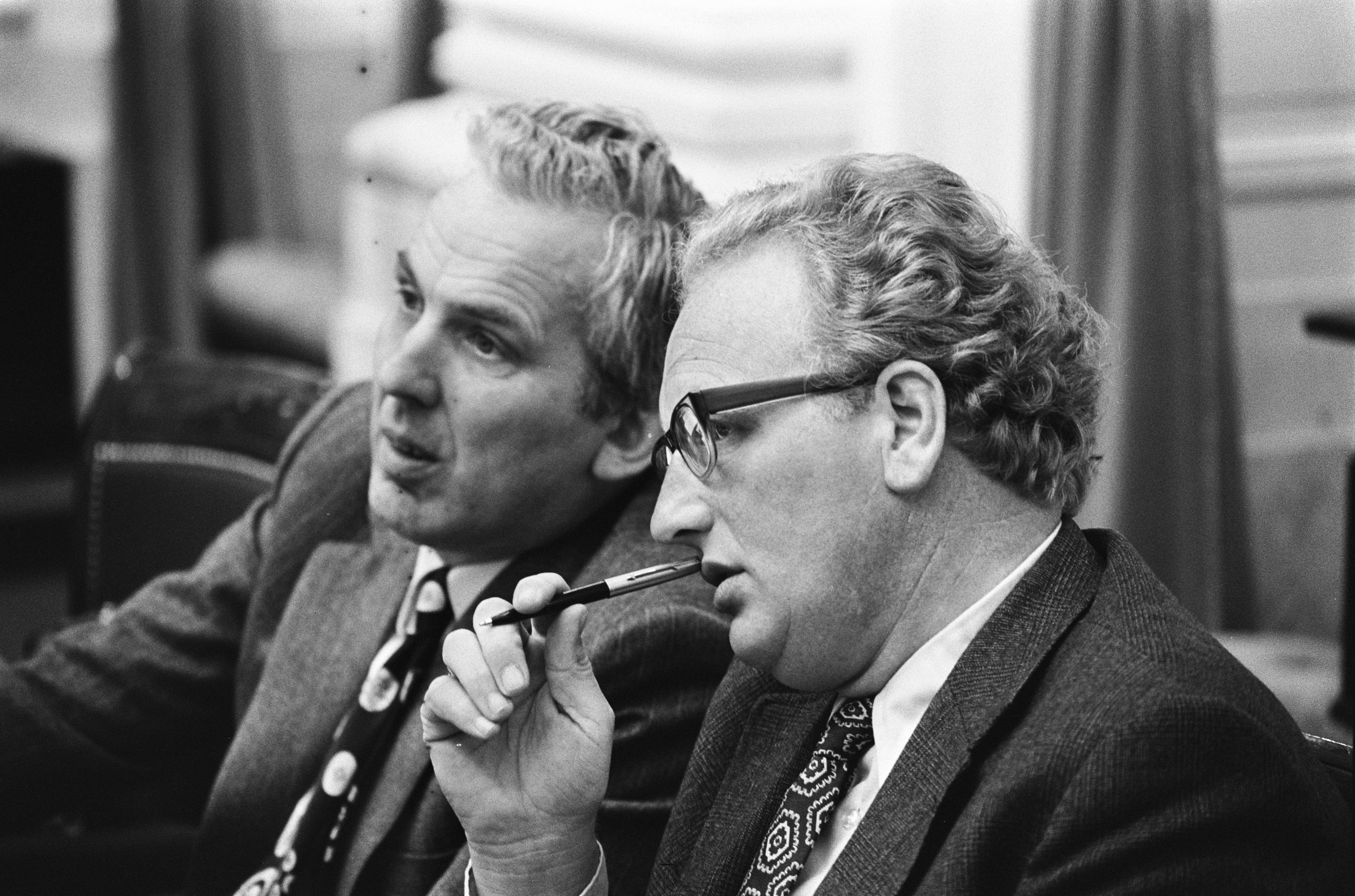
Staatssekretär Klein (links) mit dem Minister für Bildung und Wissenschaft Jos van Kemenade (1975)

Klein wurde am 11. Mai 1973 als Staatssekretär im Ministerium für Bildung und Wissenschaft (Staatssecretaris van Onderwijs en Wetenschappen) in das Kabinett Den Uyl berufen und war dort unter dem Minister für Bildung und Wissenschaft Jos van Kemenade von der PvdA bis zum 8. September 1977 zuständig für Hochschul- und Wissenschaftsausbildung.
Eine enorme Arbeitsmoral führte – in enger Zusammenarbeit mit Minister Van Kemenade – zu Memoranden über die Studienfinanzierung und die Zukunft der wissenschaftlichen Ausbildung sowie zum Gesetz zur Umstrukturierung der wissenschaftlichen Ausbildung. 1975 veröffentlichte er das Memorandum „Planung höherer Bildung“ (Nota Planning Hoger Onderwijs) und zusammen mit Minister Van Kemenade das Memorandum „Hochschulbildung in der Zukunft“ (Nota Hoger onderwijs in de toekomst). Darin wurden die mögliche langfristige Entwicklung und die Initiativen für die kommenden Jahre dargelegt. Das Memorandum basierte auf der Erwartung, dass der Bedarf an höherer Bildung in den nächsten 25 Jahren zunehmen wird. Daher sollte es ein einheitliches Hochschulsystem geben, das vier Arten von Programmen umfasst: die Vorbereitung wissenschaftlicher Forscher, die Vorbereitung auf Berufe, die eine wissenschaftliche Ausbildung erfordern, die Vorbereitung auf Berufe, die spezifische wissenschaftliche Kenntnisse erfordern, und allgemein anwendbare Programme. Es wurden Einrichtungen der wissenschaftlichen Ausbildung und Einrichtungen der höheren Berufsbildung vorgesehen und die Fachhochschulen und die Landwirtschaftliche Hochschule zu Universitäten werden. Des Weiteren wurde die Förderung des gegenseitigen Austauschs zwischen höherer Berufs- und Universitätsausbildung vorgesehen. 1975 kam er ferner zur Verabschiedung des Limburger Universitätsgesetzes (Wet Rijksuniversiteit Limburg). Damit erhielt Maastricht eine Universität, deren Eröffnung am 9. Januar 1976 mit einer medizinischen Fakultät und einer Fakultät für Allgemeinwissenschaften erfolgte. 1977 wurde das Gesetz zur Verlängerung der Geltungsdauer und zur Änderung des Universitätsverwaltungsreformgesetzes (Wet Universitaire Bestuurshervorming) von 1970 eingeführt. Die Geltung des Universitätsverwaltungsreformgesetzes, das experimenteller Natur war und am 1. September 1976 auslaufen sollte, wurde bis zum 1. September 1982 verlängert. Darüber hinaus wurden einige Änderungen vorgenommen, um die Funktionsweise des Gesetzes zu verbessern. Dies betraf unter anderem die Zusammensetzung der Fakultätsräte und der Prüfungsausschüsse sowie die Zuständigkeiten des Präsidiums und der Hochschulräte. Er verweigerte 1978 nach Beendigung seiner Tätigkeit als Staatssekretär die übliche königliche Ehrung.

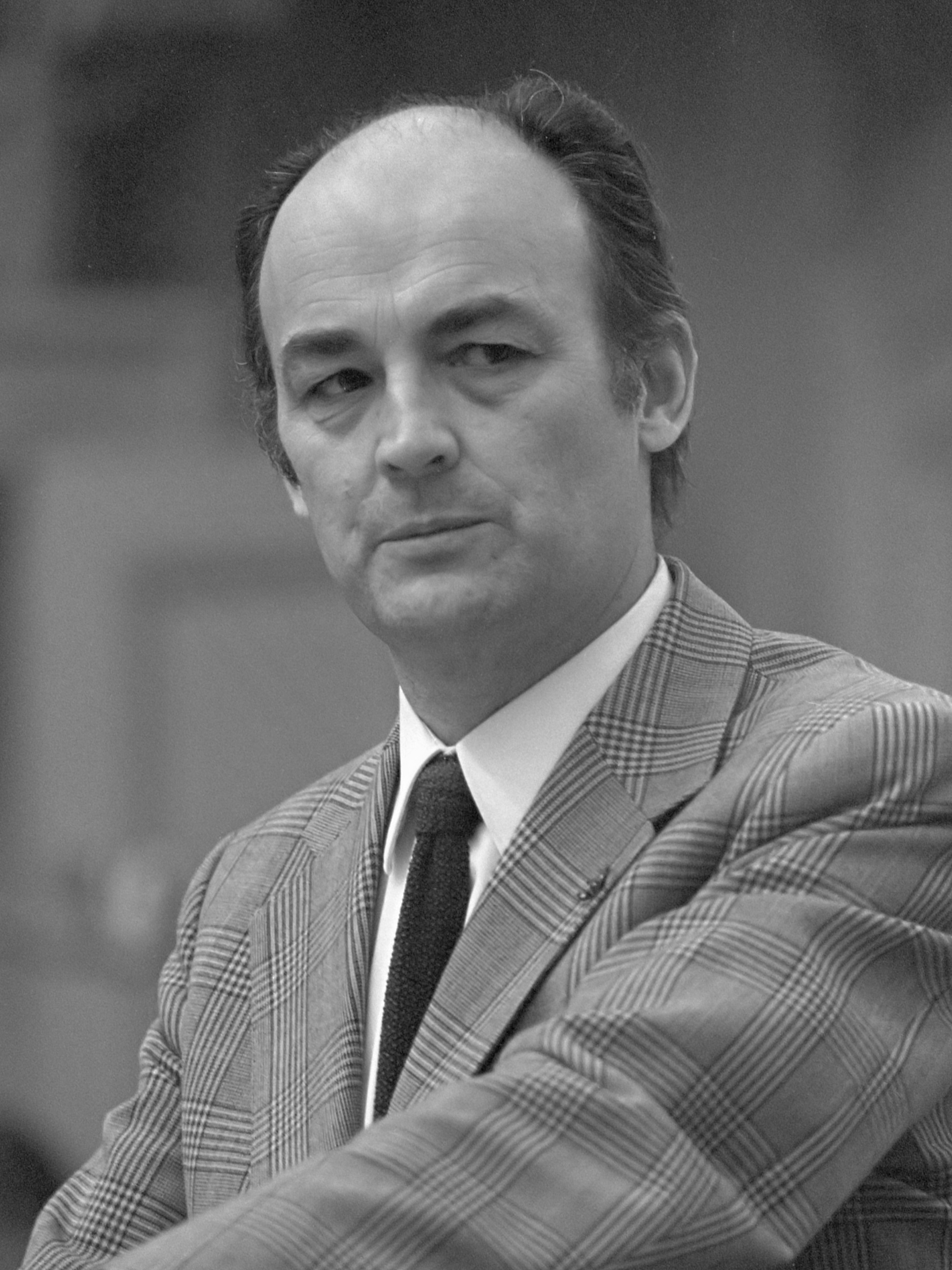
Als Staatssekretär befasste sich Klein auch mit der Aufklärung der Affäre um Willem Aantjes.

Nach seinem Ausscheiden aus der Regierung war Ger Klein vom 8. Juni 1977 bis 5. Februar 1980 noch einmal Mitglied der Zweiten Kammer der Generalstaaten und beschäftigte dort hauptsächlich mit wissenschaftlicher Ausbildung, Wissenschaftspolitik und Kernenergie. Des Weiteren war er vom 24. Januar 1978 bis März 1979 stellvertretender Vorsitzender des Ständigen Ausschusses für Wissenschaftspolitik (Vaste commissie voor het Wetenschapsbeleid). 1978 erwartete er, dass er Sprecher seiner Fraktion in der Debatte mit der Affäre um Willem Aantjes sein würde, da er als Staatssekretär für die Entscheidung von Loe de Jong, dem Direktor des Reichsinstituts für Kriegsdokumentation RIOD (Rĳksinstituut voor Oorlogsdocumentatie), politisch verantwortlich war. Der Historiker Loe de Jong erklärte am 6. November 1978 während einer Live-Sendung des niederländischen Fernsehens, dass Aantjes Wachmann im Port-Natal-Gefängnis und Mitglied der Waffen-SS gewesen sei. Hierauf trat Aantjes am 7. November 1978 als Fraktionsvorsitzender des CDA zurück. Klein wiederum hatte De Jongs Leistung als „nationaler“ Historiker der Besatzung stets kritisch gesehen. Nachdem seine Fraktion das Amt des Sprechers anderweitig vergeben hatte und mit der von ihm erstellten Akte über De Jongs Rolle im Aantjes-Fall kaum etwas unternommen wurde, entwickelte er eine manisch-depressive Störung.
Zuletzt war Klein von Februar 1980 bis 1985 Vorstandsmitglied für soziale Angelegenheiten der Niederländischen Organisation für Angewandte Naturwissenschaftliche Forschung TNO (Nederlandse Organisatie voor toegepast-natuurwetenschappelijk onderzoek). Daneben engagierte er sich als Vorsitzender des Rotterdamer Bildungsrates (Educatief Beraad Rotterdam) und als Mitglied des Aufsichtsrates der Robert Fleury-Stiftung.

## Veröffentlichungen
- Kosmische stralingscascades onder dikke lagen materiaal, Dissertation, 1952
- Over de rooie – Relaas van een manisch-depressief politicus, 1994